# Student of the Year
Pour plus de détails, voir Fiche technique et Distribution.
Student of the Year (en français: Élève de l'année) est un film indien réalisé par Karan Johar sorti en 2012.
Cette comédie romantique relatant la rivalité amoureuse et l'amitié d'un trio d'étudiants, est interprétée par Siddharth Malhotra, Alia Bhatt et Varun Dhawan dont c'est le premier film. Les chansons sont composées par Vishal-Shekhar sur des paroles d'Anvita Dutt Guptan.

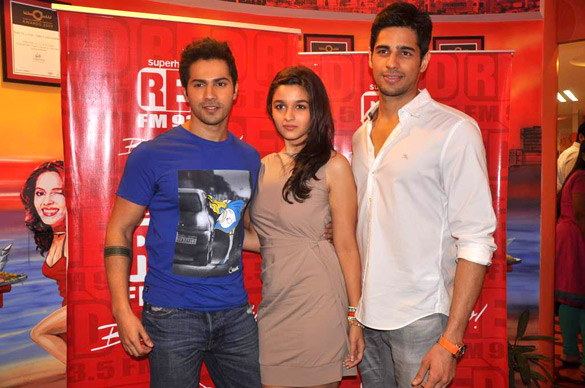
Siddharth Malhotra, Alia Bhatt et Varun Dhawan lors de la promotion de Student of the Year

## Synopsis
Abhi, étudiant issu de la classe moyenne, nourrit des rêves ambitieux et il est convaincu qu'obtenir le titre d'« Étudiant de l'année » est la meilleure façon de commencer à les réaliser. Ro brigue également ce trophée, mais c'est pour prouver sa valeur à son père, riche homme d'affaires avec lequel il entretient des relations difficiles. La rivalité permanente entre les deux jeunes hommes se transforme néanmoins en amitié jusqu'à l'apparition de Shanaya, l'étudiante la plus populaire du campus. En effet, bien qu'elle soit la petite amie de longue date de Ro, Abhi en tombe amoureux et elle ne tarde pas à répondre à ses sentiments. L'entente entre les deux garçons est brisée et leur concurrence reprend de plus belle.

## Fiche technique
- Titre original : Student of the Year
- Titre : Élève de l'année
- Réalisateur : Karan Johar
- Scénario : Renzil D'Silva
- Musique : Vishal-Shekhar
- Parolier : Anvita Dutt Guptan
- Chorégraphie : Farah Khan, Vaibhavi Merchant, Remo DSouza, Bosco Martis et Caesar Gonsalves
- Photographie : Ayananka Bose
- Montage : Deepa Bhatia
- Costumes : Manish Malhotra et Shiraz Siddiqui
- Production : Hiroo Johar (Dharma Productions) et Gauri Khan (Red Chillies Entertainment)
- Langue : hindi
- Pays d'origine : Inde
- Date de sortie :
  - 19 octobre 2012 en Inde
  - 27 octobre 2012 en France (VOST en anglais)
- Format : Couleurs
- Genre : comédie romantique
- Durée : 146 minutes

## Distribution
- Siddharth Malhotra : Abhimanyu Singh alias Abhi
- Varun Dhawan : Rohan Nanda alias Ro
- Alia Bhatt : Shanaya Singhania
- Rishi Kapoor : Dean Yoginder Vasisht
- Ronit Roy :Shah
- Ram Kapoor : Ashok Nanda
- Sahil Anand : Jeet Khurana
- Boman Irani, Kajol et Farah Khan : participation exceptionnelle

## Musique
La musique d'accompagnement et les chansons sont composées par Vishal-Shekhar sur des paroles d'Anvita Dutt Guptan (1, 3, 4 et 6), Sayeed Quadri (2) et Javed Akhtar (5). Le cd sort le 31 août 2012 sous le label Sony Music.
1. Ratta Maar interprétée par Vishal Dadlani, Shefali Alvares (3:30)
2. Radha interprétée par Shreya Ghoshal, Udit Narayan, Vishal Dadlani (5:41)
3. Ishq Wala Love interprétée par Shekhar Ravjiani, Salim Merchant, Neeti Mohan (4:18)
4. The Disco Song interprétée par Benny Dayal, Sunidhi Chauhan, Nazia Hassan (5:42)
5. Kukkad interprétée par Shahid Mallya (4:22)
6. Vele interprétée par Shekhar Ravjiani, Vishal Dadlani (3:50)
7. Mashup Of The Year interprétée par divers artistes et DJ Kiran Kamath (3:01)

## Réception

### Critique
Student of the Year recueille des avis généralement positifs. Les critiques soulignent le savoir-faire de Karan Johar, la bonne interprétation des jeunes acteurs tout en remarquant que c'est un film superficiel et peu novateur.

### Public
La fréquentation des salles au cours des premiers jours d'exploitation est bonne, le film bénéficiant d'une sortie en période de vacance.